# Ярунин, Андрей Владимирович
Андрей Владимирович Ярунин (род. 4 сентября 1965 года, г. Горький, ныне Нижний Новгород) — советский и российский игрок в хоккей с мячом. Игровое амплуа — защитник, бортовой полузащитник. Мастер спорта СССР (1988).

## Биография
Родился 4 сентября 1965 года в г. Горький. Воспитанник нижегородского (горьковского) хоккея. Первый тренер — А. П. Никишин.

## Спортивные достижения
Серебряный призёр чемпионата России 1995 года. Бронзовый призёр чемпионата России 1996 года.